# Gyula Juhász
Gyula Juhász (Szeged, 1883 - Szeged, 1937) fue un poeta húngaro vinculado con la revista Nyugat, y ganador del Premio Baumgarten.

## Biografía y trayectoria
Gyula Juhász nació en Szeged el 3 de abril de 1883, y toda su vida estuvo marcada por una tendencia a la soledad y la tristeza que lo hizo adoptar una trayectoria vital y poética muy individual, separada de la de los poetas contemporáneos que se agruparon en torno a Nyugat. Entre 1902 y 1906 estudió en la Universidad de Budapest, donde conoció a Mihály Babits y Dezső Kosztolányi.
Sus primeros poemas, de tono sentimental, fueron publicados en una antología titulada Mañana (Nagyvárad, 1908), en la que también colaboraron autores de la talla de Endre Ady o Mihály Babits. También en esta época conoció al amor de su vida, una joven actriz llamada Anna a la que dedicó numerosos poemas, que no correspondió a sus pretensiones. Algunos de estos poemas, como "Cómo era su belleza" o "Anna para siempre" se encuentran entre lo mejor de su producción, y muestran su perfección en el manejo de la armonía de vocabulario y contenido.
Al comenzar la Primera Guerra Mundial, Juhász se mostró muy beligerante, en especial contra Rusia, a la que culpaba, al menos en parte, del fracaso de la Revolución Húngara de 1848. A medida que la guerra progresaba, su actitud se volvió más humana, al comprender la miseria generalizada que estaba provocando, en especial entre los obreros. De ahí que Juhász fuera uno de los pocos poetas consagrados que apoyó la revolución de 1918 que instauró la República Soviética Húngara. A medida que avanzaba su vida, Gyula Juhász se iba quedando cada vez más solo: aislado de la vida intelectual de Budapest, sus colaboraciones en la revista Nyugat no fueron muy abundantes. A diferencia de sus contemporáneos, Juhász optó por una poesía localista, que describía los paisajes de los alrededores de Szeged, paisajes que a lo largo de los años 1920 se fueron cargando de significados sociales, retratando la dura vida de los campesinos de la zona. 
Juhász fue un poeta prolífico, que dedicó una parte importante de su producción a reflexionar sobre la muerte. En sus últimos años, ya no logra expresarse con la misma fuerza que en sus comienzos: las imágenes pierden fuerza, los temas están tratados superficialmente... En estos años dedicó un importante número de versos a amigos cercanos, con motivo de su jubilación o su fallecimiento, en los que también se aprecia el languidecimiento de sus fuerzas. Durante los últimos años, apenas salió de su cuarto. Tras numerosos intentos fallidos, Gyula Juhász se suicidó en su casa de Szeged en 1937.